# Shinya Aoki
Shinya Aoki (青木 真也 Aoki Shinya?) (Shizuoka, 9 de mayo de 1983) es un luchador profesional, grappler  y artista marcial mixto japonés que actualmente compite en la categoría de peso ligero de ONE Championship. Es conocido por ser el Campeón de Peso Ligero de DREAM, dos veces Campeón Mundial de Peso Ligero de ONE, ex-Campeón de Peso Ligero de WAMMA y ex-Campeón de Peso Wélter de Shooto.
Aoki es un Shootist de clase A y cinturón negro de Jiu-jitsu brasileño, ambos bajo su mentor de mucho tiempo Yuki Nakai, además de cinturón negro en Judo. Desde 2008, Aoki, junto con el ex-campeón de DEEP Masakazu Imanari, y el ex-campeón de Sengoku Satoru Kitaoka fundó el Nippon Top Team como un grupo de grapplers japoneses de élite que compiten en MMA.
Además de sus credenciales de MMA, Aoki ha obtenido múltiples logros en submission wrestling, incluyendo dos Campeonatos de All Japan Jiu-Jitsu, un Campeonato de Japan Open, un Campeonato de Budo Open, y un Campeonato de Japón de ADCC. Desde octubre de 2022, está en la posición #5 en los Rankings de Peso Ligero de ONE Championship.

## Carrera de artes marciales mixtas

### ONE Championship
El 27 de junio de 2022 se reveló que Aoki había firmado un contrato con ONE Championship y haría su debut en ONE Fighting Championship: Pride of a Nation en Manila el 31 de agosto. El 16 de agosto se reveló que Aoki enfrentaría a Arnaud Lepont en una súper pelea de peso ligero en el evento estelar de ONE Fighting Championship: Rise of Kings Ganó la pelea por sumisión (triangle choke) en sólo 1:25 minutos del primer asalto.
Aoki enfrentó a Kotetsu Boku en ONE Fighting Championship: Kings and Championsel 5 de abril de 2013 for the por el Campeonato de Peso Ligero. Afirmó que aunque gane o pierda, se trasladaría a la división de Peso Pluma luego de la pelea. Aoki derrotó a su oponente en el segundo asalto por sumisión (rear-naked choke), vengando exitosamente a su compañero de Evolve MMA Zorobabel Moreira.
Aoki hizo su debut en peso pluma el 18 de octubre de 2013 en ONE FC: Total Domination cuando enfrentó a Cody Stevens.  Ganó la pelea por decisión unánime.
Aoki regresó a peso ligero para defender exitosamente su Campeonato Mundial de Peso Ligero de ONE contra Kamal Shalorus por sumisión en el primer asalto en ONE FC: Reign of Champions el 29 de agosto de 2014. Aoki defendió su título contra Koji Ando en ONE Championship: Warrior's Quest el 22 de mayo de 2015.

### RIZIN Fighting Federation
Rizin Fighting Federation anunció que Aoki competiría el 29 de diciembre de 2015 contra Kazushi Sakuraba en el evento eselar de su evento inaugural. Ganó la pelea por TKO en el primer asalto leugo de que la esquina de Sakuraba tirara la toalla.

### Regreso a ONE
En la tercera defensa de su título, Aoki enfrentó a Eduard Folayang en ONE Championship: Defending Honor el 11 de noviembre de 2016 en Singapur. Perdió la pelea y el título por TKO en el tercer asalto.
Aoki enfrentó a Ben Askren el 24 de noviembre de 2017. Perdió la pelea por TKO en el primer minuto de la pelea.
Aoki enfrentó a Ev Ting el 6 de octubre de 2018 en ONE Championship: Kingdom of Heroes. Ganó la pelea por sumisión (arm-triangle choke) en el primer minuto de la pelea. Con la victoria, Aoki aseguró una oportunidad por el campeonato de peso ligero vacancecontra el ganador de Eduard Folayang y Amir Khan en el primer evento de la prmoción en Tokio, Japón el 31 de marzo de 2019.
El 31 de marzo de 2019 en ONE Championship: A New Era Aoki recapturó el título de peso ligero en una revancha con Eduard Folayang derrotando a Folayang por sumisión técnica.
Aoki perdió el título en su primera defensa contra Christian Lee el 17 de mayo de 2019, ONE Championship: Enter the Dragon.
Aoki venció a Honorio Banario por D'Arce choke en ONE Championship: Century.
Aoki enfrentó a Kimihiro Eto en Road to One 3: Tokyo Fight Night el 10 de septiembre de 2020. Ganó la pelea por decisión unánime.
Aoki enfrentó al ex-Campeón de Peso Wélter de LFA James Nakashima el 22 de enero de 2021 en ONE Championship: Unbreakable Ganó la pelea por sumisión en el primer asalto.
Aoki estaba programado para enfrentar al ex-Peso Ligero de UFC Sage Northcutt en ONE on TNT 4, el 28 de abril de 2021. La pelea fue cancelada debido a que Northcutt dio positivo por COVID-19. Aoki enfrentó a Eduard Folayang como reemplazado de Northcutt en el mismo evento. Ganó la pelea por sumisión (armbar) en el primer asalto.
Aoki enfrentó a Yoshihiro Akiyama en ONE Championship: X el 26 de marzo de 2022. A pesar de dominar el primer asalto y casi finalizar a Akiyama, Aoki perdió la pelea por TKO en el segundo asalto.
Aoki enfrentó a Saygid Izagakhmaev en ONE 163 el 19 de noviembre de 2022. Perdió la pelea por nocaut técnico en el primer asalto.
Aoki estaba programado para enfrentar a Sage Northcutt el 28 de enero de 2024, en ONE 165. Sin embargo, Northcutt se retiró de la pelea por problemas de visa de una de sus esquinas y fue reemplazado por John Lineker en una pelea de peso abierto. Aoki ganó la pelea por sumisión en el primer asalto. Esta victoria lo hizo merecedor de su primer premio de Actuación de la Noche.

## Controversias
Aoki ha recibido críticas de cierta parte de la comunidad de artes marciales mixtas por sus celebraciones de victoria percibidas como irrespetuosas y falta de preocupación de sus oponentes, causando lesiones seguido que son vistas como innecesarias. Se hizo conocido primeramente por romper el brazo de Keith Wisniewski por waki-gatame, luego hizo lo mismo con Kuniyoshi Hironaka con un armbar volador en un combate de submission grappling, dejándolo fuera de competencia por un año. En 2009, la controversia vendría cuando enfrentó a Mizuto Hirota en una súper pelea. Luego de que Aoki ganara rompiendo el brazo de Hirota en un espectáculo brutal, le dio el dedo del medio al oponente en el suelo y al público mientras corría emocionado.

"Cuando tenía su brazo detrás de su espalda, pude sentir que se salió, pensé, 'Bueno, el orgullo de este tipo simplemente no lo dejará tapear, ¿cierto?' Así que sin vacilación, lo rompí. Escuché que se rompió, y pienso, 'Ah, ahí está, acabo de romperlo.' Me detuvieron después, pero incluso si no lo hubieran hecho, y hubiera continuado rompiéndolo más, eso hubiera estado bien por mí"

A pesar de que el público realmente lo ovacionó, muchos encontraron el acto como extremadamente ofensivo y antideportivo, entre ellos el ejecutivo de Dream Keiichi Sasahara y el entrenador de Aoki Yuki Nakai. Aoki luego se disculparía por su comportamiento en su entrevistar posterior a la pelea:

"Luego de mi pelea, estaba muy emocionado, por lo que hice algo grosero por lo que debería disculparme. Pero eso simplemente muestra lo emocionado que estaba cuando la pelea terminó."

Como resultado de sus acciones luego de su victoria, Aoki fue despedido como instructor en Paraestra Kasai gym, aunque todavía estaba entrenando bajo Nakai y representando a Paraestra.
En 2014, luego de someter a Yuki Yamamoto, Aoki volvió a burlarse de su oponente y del público con el dedo medio, mientras que Yamamoto tuvo que ser contenido por su esquineros. Aoki dejó la arena sin dejar de burlarse.

## Estilo de pelea
Apodado "Tobikan Judan" ("El Gran Maestro de las Sumisiones Voladoras") por sus espectaculares sumisiones, Aoki es considerado un peleador inusual por su fuerte especialización en el grappling a expensas de otras áreas del MMA. Por lo tanto, su juego de pie suele estar enfocado en llevar a su oponente al suelo, utilizando combinaciones en cadena de técnicas de wrestling y judo para lograr su meta, además de dramático llamado a la guardia. Ya una vez en la lona, Aoki es un grappler eléctrico, que se fortalece con su experiencia en múltiples disciplinas diferentes como el estilo Shooto de shoot wrestling, judo, jiu-jitsu y el sistema del 10th Planet Jiu-Jitsu de Eddie Bravo. Es un activo peleador en la guardia, que prefiere especialmente la guardia de goma gracias a su flexibilidad, y es famoso por su creativo enfoque de sumisiones, sobresaliento no sólo en armlocks y leglocks, sino que también en neck cranks y exóticas llaves a las articulaciones.

## Campeonatos y logros

### Artes marciales mixtas
- ONE Championship
  - Campeonato Mundial de Peso Ligero de ONE (Dos veces)
    - Dos defensas titulares exitosas

  - Actuación de la Noche (Una vez) vs. John Lineker
  - Sumisión del Año 2021 vs. James Nakashima
- DEEP
  - Ganador del Torne West Chofu de DEEP
- DREAM
  - Campeonato de Peso Ligero de DREAM (Una vez; último)
  - dos defensas titulares exitosas
- Professional Shooto Japan
  - Campeonato de Peso Mediano de Shooto (Una vez)
  - una defensa titular exitosas
- World Alliance of Mixed Martial Arts
  - Campeonato de Peso Ligero de WAMMA (Una vez; primero; último)
- Inside MMA
  - Premio Bazzie de Sumisión del Año 2008 vs. Katsuhiko Nagata el 15 de junio
- Sherdog
  - 2011 All-Violence Third Team
  - Sumisión del Año 2006 vs. Joachim Hansen el 31 de diciembre
- Bleacher Report
  - Grappler de la Década 2000s
- fightmatrix.com
  - Campeonato Lineal de Peso Ligero de MMA (Una vez)
  - Seis defensas titulares exitosas

### Submission grappling
- ADCC Japan
  - 66–76 kg: Primer lugar
- Deep X
  - Campeón de Superfight de Deep X (2007)
- Shooto
  - Campeón de Grappling de Shooto (2006)
- Dumau/Kansai
  - Campeón de la Copa Dumau/Kansai (2005)
- All Japan Jiu-Jitsu
  - Campeón de All Japan (2004-cinturón marrón); (2005-cinturón negro)
- Rickson Gracie's Budo Challenge
  - Campeón de Peso Mediano de 2005
- Rickson Gracie Invitational
  - Primer lugar
- Otros Logros
  - Top cinco de los mejores judocas colegiales
  - GI Grappling 05, Primer lugar
  - Campeón de la Copa Reversal (2004)

### Professional wrestling
- DDT Pro-Wrestling
  - Campeonato Extremo de DDT (3 veces)
  - Campeonato Ironman Heavymetalweight (3 veces)
  - Campeonato Tag Team KO-D 8-Man/10-Man (2 veces, actual) – con Super Sasadango Machine, Antonio Honda y Kazuki Hirata (1) y Mao, Yuki Ueno, Shunma Katsumata y Toui Kojima (1)

## Récord en artes marciales mixtas
| Récord profesional | Récord profesional | Récord profesional |
| 60 peleas          | 48 victorias       | 11 derrotas        |
| ------------------ | ------------------ | ------------------ |
| Nocaut             | 3                  | 9                  |
| Sumisión           | 32                 | 0                  |
| Decisión           | 11                 | 2                  |
| Descalificación    | 2                  | 0                  |
| Sin resultado      | 1                  | 1                  |

| Resultado     | Récord    | Oponente            | Método                                      | Evento                                         | Fecha                    | Ronda | Tiempo | Localización          | Notas                                         |
| ------------- | --------- | ------------------- | ------------------------------------------- | ---------------------------------------------- | ------------------------ | ----- | ------ | --------------------- | --------------------------------------------- |
| Victoria      | 48–11 (1) | John Lineker        | Sumisión (rear-naked choke)                 | ONE 165                                        | 28 de enero de 2024      | 1     | 3:00   | Tokio                 | Pelea en peso abierto. Actuación de la Noche. |
| Derrota       | 47–11 (1) | Saygid Izagakhmaev  | TKO (golpes)                                | ONE 163                                        | 19 de noviembre de 2022  | 1     | 1:26   | Kallang               |                                               |
| Derrota       | 47–10 (1) | Yoshihiro Akiyama   | TKO (golpes)                                | ONE Championship: X                            | 26 de marzo de 2022      | 2     | 1:50   | Kallang               |                                               |
| Victoria      | 47–9 (1)  | Eduard Folayang     | Sumisión (armbar)                           | ONE on TNT 4                                   | 28 de abril de 2021      | 1     | 4:20   | Kallang               |                                               |
| Victoria      | 46–9 (1)  | James Nakashima     | Sumisión (rear-naked choke)                 | ONE Championship: Unbreakable                  | 22 de enero de 2021      | 1     | 2:42   | Kallang               |                                               |
| Victoria      | 45–9 (1)  | Kimihiro Eto        | Decisión (unánime)                          | Road to ONE 3: Tokyo Fight Night               | 10 de septiembre de 2020 | 3     | 5:00   | Tokio                 |                                               |
| Victoria      | 44–9 (1)  | Honorio Banario     | Sumisión (D’arce choke)                     | ONE Championship: Century Part 2               | 13 de octubre de 2019    | 1     | 0:54   | Tokio                 |                                               |
| Derrota       | 43–9 (1)  | Christian Lee       | TKO (golpes)                                | ONE Championship 96: Enter the Dragon          | 17 de mayo de 2019       | 2     | 0:51   | Kallang               | Perdió el Campeonato de Peso Ligero de ONE.   |
| Victoria      | 43–8 (1)  | Eduard Folayang     | Sumisión técnica (arm-triangle choke)       | ONE Championship: A New Era                    | 31 de marzo de 2019      | 1     | 2:34   | Tokio                 | Ganó el Campeonato de Peso Ligero de ONE.     |
| Victoria      | 42–8 (1)  | Ev Ting             | Sumisión técnica (arm-triangle choke)       | ONE Championship: Kingdom of Heroes            | 6 de octubre de 2018     | 1     | 0:57   | Bangkok               |                                               |
| Victoria      | 41–8 (1)  | Shannon Wiratchai   | TKO (golpes y codazos)                      | ONE Championship: Reign Of Kings               | 27 de julio de 2018      | 1     | 2:16   | Manila                |                                               |
| Victoria      | 40–8 (1)  | Rasul Yakhyaev      | Sumisión (triangle choke & straight armbar) | ONE Championship 73: Unstoppable Dreams        | 18 de mayo de 2018       | 1     | 3:15   | Kallang               |                                               |
| Derrota       | 39–8 (1)  | Ben Askren          | TKO (golpes)                                | ONE 63: Immortal Pursuit                       | 24 de noviembre de 2017  | 1     | 0:57   | Kallang               | Por el Campeonato Peso Wélter de ONE.         |
| Derrota       | 39–7 (1)  | Eduard Folayang     | TKO (rodillazos y golpes)                   | ONE 45: Defending Honor                        | 11 de noviembre de 2016  | 3     | 0:41   | Kallang               |                                               |
| Victoria      | 39–6 (1)  | Kazushi Sakuraba    | TKO (parada de la esquina)                  | Rizin Fighting Federation 1                    | 29 de diciembre de 2015  | 1     | 5:56   | Saitama               |                                               |
| Victoria      | 38–6 (1)  | Koji Ando           | Decisión (unánime)                          | ONE Championship 28: Warrior's Quest           | 22 de mayo de 2015       | 5     | 5:00   | Kallang               |                                               |
| Victoria      | 37–6 (1)  | Yuki Yamamoto       | Sumisión (twister)                          | Inoki Bom-Ba-Ye 2014                           | 31 de diciembre de 2014  | 1     | 1:21   | Tokio                 |                                               |
| Victoria      | 36–6 (1)  | Kamal Shalorus      | Sumisión (rear naked choke)                 | ONE FC: Reign of Champions                     | 29 de agosto de 2014     | 1     | 2:15   | Dubái                 |                                               |
| Victoria      | 35–6 (1)  | Toshikatsu Harada   | Sumisión técnica (triangle armbar)          | Inoki Bom-Ba-Ye 2013                           | 31 de diciembre de 2013  | 1     | 0:49   | Tokio                 |                                               |
| Victoria      | 34–6 (1)  | Cody Stevens        | Decisión (unánime)                          | ONE Fighting Championship: Total Domination    | 18 de octubre de 2013    | 3     | 5:00   | Kallang               |                                               |
| Victoria      | 33–6 (1)  | Kotetsu Boku        | Sumisión (rear naked choke)                 | ONE Fighting Championship: Kings and Champions | 5 de abril de 2013       | 2     | 2:01   | Kallang               |                                               |
| Victoria      | 32–6 (1)  | Antonio McKee       | Sumisión (golpes)                           | DREAM 18                                       | 31 de diciembre de 2012  | 2     | 0:24   | Tokio                 |                                               |
| Victoria      | 31–6 (1)  | Arnaud Lepont       | Sumisión técnica (triangle choke)           | ONE Fighting Championship: Rise of Kings       | 6 de octubre de 2012     | 1     | 1:25   | Kallang               |                                               |
| Derrota       | 30–6 (1)  | Eddie Alvarez       | TKO (golpes)                                | Bellator 66                                    | 20 de abril de 2012      | 1     | 2:14   | Cleveland, Ohio       |                                               |
| Victoria      | 30–5 (1)  | Satoru Kitaoka      | Decisión (unánime)                          | Fight For Japan: Genki Desu Ka Omisoka 2011    | 31 de diciembre de 2011  | 5     | 5:00   | Saitama               |                                               |
| Victoria      | 29–5 (1)  | Rob McCullough      | Sumisión (neck crank)                       | DREAM 17                                       | 24 de septiembre de 2011 | 1     | 4:57   | Saitama               |                                               |
| Victoria      | 28–5 (1)  | Rich Clementi       | Sumisión (neck crank)                       | DREAM: Fight for Japan!                        | 29 de mayo de 2011       | 2     | 2:32   | Saitama               |                                               |
| Victoria      | 27–5 (1)  | Layle Beerbohm      | Sumisión (neck crank)                       | Strikeforce: Diaz vs. Daley                    | 9 de abril de 2011       | 1     | 1:33   | San Diego, California |                                               |
| Victoria      | 26–5 (1)  | Yokthai Sithoar     | Sumisión (americana)                        | DEEP 50 Impact                                 | 24 de octubre de 2010    | 1     | 1:00   | Tokio                 |                                               |
| Victoria      | 25–5 (1)  | Marcus Aurélio      | Decisión (unánime)                          | DREAM 16                                       | 25 de septiembre de 2010 | 2     | 5:00   | Nagoya                |                                               |
| Victoria      | 24–5 (1)  | Tatsuya Kawajiri    | Sumisión (achilles lock)                    | DREAM 15                                       | 10 de julio de 2010      | 1     | 1:53   | Saitama               |                                               |
| Derrota       | 23–5 (1)  | Gilbert Meléndez    | Decisión (unánime)                          | Strikeforce: Nashville                         | 17 de abril de 2010      | 5     | 5:00   | Nashville, Tennessee  |                                               |
| Victoria      | 23–4 (1)  | Mizuto Hirota       | Sumisión técnica (hammerlock)               | Dynamite!! The Power of Courage 2009           | 31 de diciembre de 2009  | 1     | 1:17   | Saitama               |                                               |
| Victoria      | 22–4 (1)  | Joachim Hansen      | Sumisión (cross armbar)                     | DREAM 11                                       | 6 de octubre de 2009     | 2     | 4:56   | Yokohama, Kanagawa    |                                               |
| Victoria      | 21–4 (1)  | Vitor Ribeiro       | Decisión (unánime)                          | DREAM 10                                       | 20 de julio de 2009      | 2     | 5:00   | Saitama               |                                               |
| Derrota       | 20–4 (1)  | Hayato Sakurai      | KO (rodillazo y golpes)                     | DREAM 8                                        | 5 de abril de 2009       | 1     | 0:27   | Nagoya                |                                               |
| Victoria      | 20–3 (1)  | David Gardner       | Sumisión (rear naked choke)                 | DREAM 7                                        | 8 de marzo de 2009       | 1     | 5:58   | Saitama               |                                               |
| Victoria      | 19–3 (1)  | Eddie Alvarez       | Sumisión (heel hook)                        | Fields Dynamite!! 2008                         | 31 de diciembre de 2008  | 1     | 1:32   | Saitama               |                                               |
| Victoria      | 18–3 (1)  | Todd Moore          | Sumisión (neck crank)                       | DREAM 6                                        | 23 de septiembre de 2008 | 1     | 1:10   | Saitama               |                                               |
| Derrota       | 17–3 (1)  | Joachim Hansen      | TKO (golpes)                                | DREAM 5                                        | 21 de julio de 2008      | 1     | 4:19   | Osaka                 |                                               |
| Victoria      | 17–2 (1)  | Caol Uno            | Decisión (unánime)                          | DREAM 5                                        | 21 de julio de 2008      | 2     | 5:00   | Osaka                 |                                               |
| Victoria      | 16–2 (1)  | Katsuhiko Nagata    | Sumisión (mounted gogoplata)                | DREAM 4                                        | 15 de junio de 2008      | 1     | 5:12   | Yokohama, Kanagawa    |                                               |
| Victoria      | 15–2 (1)  | Gesias Cavalcante   | Decisión (unánime)                          | DREAM 2                                        | 29 de abril de 2008      | 2     | 5:00   | Saitama               |                                               |
| Sin resultado | 14–2 (1)  | Gesias Cavalcante   | Sin resultado (codazos ilegales)            | DREAM 1                                        | 15 de marzo de 2008      | 1     | 3:46   | Saitama               |                                               |
| Victoria      | 14–2      | Jung Bu-Kyung       | Decisión (unánime)                          | Yarennoka!                                     | 31 de diciembre de 2007  | 2     | 5:00   | Saitama               |                                               |
| Victoria      | 13–2      | Brian Lo-A-Njoe     | Sumisión (cross armbar)                     | PRIDE 34                                       | 8 de abril de 2007       | 1     | 1:33   | Saitama               |                                               |
| Victoria      | 12–2      | Akira Kikuchi       | Decisión (dividida)                         | Shooto: Back To Our Roots 1                    | 17 de febrero de 2007    | 3     | 5:00   | Yokohama, Kanagawa    |                                               |
| Victoria      | 11–2      | Joachim Hansen      | Sumisión (gogoplata)                        | PRIDE Shockwave 2006                           | 31 de diciembre de 2006  | 1     | 2:24   | Saitama               |                                               |
| Victoria      | 10–2      | Clay French         | Sumisión (flying triangle choke)            | PRIDE Bushido 13                               | 5 de noviembre de 2006   | 1     | 3:57   | Yokohama, Kanagawa    |                                               |
| Victoria      | 9–2       | George Sotiropoulos | Descalificación (golpe bajo)                | Shooto: Champion Carnival                      | 14 de octubre de 2006    | 2     | 0:05   | Yokohama, Kanagawa    |                                               |
| Victoria      | 8–2       | Jason Black         | Sumisión (triangle choke)                   | PRIDE Bushido 12                               | 26 de agosto de 2006     | 1     | 1:58   | Nagoya                |                                               |
| Victoria      | 7–2       | Akira Kikuchi       | Decisión (unánime)                          | Shooto: The Victory of the Truth               | 17 de febrero de 2006    | 3     | 5:00   | Tokio                 |                                               |
| Victoria      | 6–2       | Kuniyoshi Hironaka  | TKO (parada médica)                         | Shooto 2005: 11/6 in Korakuen Hall             | 5 de noviembre de 2005   | 1     | 2:10   | Tokio                 |                                               |
| Derrota       | 5–2       | Hayato Sakurai      | Decisión (unánime)                          | Shooto Alive Road                              | 20 de agosto de 2005     | 3     | 5:00   | Yokohama, Kanagawa    |                                               |
| Victoria      | 5–1       | Shigetoshi Iwase    | Descalificación (golpe bajo)                | Shooto 2005: 7/30 in Korakuen Hall             | 30 de julio de 2005      | 1     | 0:35   | Tokio                 |                                               |
| Victoria      | 4–1       | Keith Wisniewski    | Sumisión técnica (standing armlock)         | Shooto 2005                                    | 3 de julio de 2004       | 2     | 0:52   | Tokio                 |                                               |
| Derrota       | 3–1       | Jutaro Nakao        | KO (golpe)                                  | DEEP 16th Impact                               | 30 de agosto de 2004     | 1     | 4:29   | Tokio                 |                                               |
| Victoria      | 3–0       | Seichi Ikemoto      | Sumisión (armbar)                           | DEEP 15th Impact                               | 3 de julio de 2004       | 2     | 0:52   | Tokio                 |                                               |
| Victoria      | 2–0       | Yasutoshi Ryu       | Sumisión (armbar)                           | DEEP clubDeep West Chofu                       | 24 de noviembre de 2003  | 1     | 0:51   | Tokio                 |                                               |
| Victoria      | 1–0       | Dai Okimura         | Sumisión (armbar)                           | DEEP clubDeep West Chofu                       | 24 de noviembre de 2003  | 1     | 3:14   | Tokio                 |                                               |

## Récord en peleas de reglas mixtas
| Resultado | Récord | Oponente           | Método          | Evento          | Fecha                   | Ronda | Tiempo | Localización | Notas |
| --------- | ------ | ------------------ | --------------- | --------------- | ----------------------- | ----- | ------ | ------------ | ----- |
| Derrota   | 0–1    | Yuichiro Nagashima | TKO (rodillazo) | Dynamite!! 2010 | 31 de diciembre de 2010 | 2     | 0:04   | Saitama      |       |